# Червинара
Червинара је насеље у Италији у округу Авелино, региону Кампанија.
Према процени из 2011. у насељу је живело 10150 становника. Насеље се налази на надморској висини од 290 м.

## Становништво
Према резултатима пописа становништва 2011. у општини је живело 9.969 становника.
| 1951.  | 1961.  | 1971.  | 1981.  | 1991.  | 2001.  | 2011. |
| ------ | ------ | ------ | ------ | ------ | ------ | ----- |
| 11.348 | 10.761 | 10.080 | 10.444 | 10.285 | 10.150 | 9.969 |

## Партнерски градови
- Фагет
- Piedimonte Matese